# Relíquias
Relíquias is een plaats (freguesia) in de Portugese gemeente Odemira en telt 1108 inwoners (2001).